# Ібрагім дан Сулейман
Ібрагім дан Сулейман (Ібрам дан Салеман) (д/н — 1850) — 10-й султан Дамагараму в 1822—1841 і 1843—1850 роках.

## Життєпис
Син султана Сулеймана дан Танімуна. замолоду долучався до державних справ. 1822 року після зречення батька став новим султаном. Продовжив політику попередника з роширення меж султанату та розбудови столиці Зіндер. При цьому до смерті Сулеймана дан Танімуна 1831 року спирався на його поради.
Дипломатичними й військовими заходами зумів підкорити шейхів сусідніх туарезьких племен, забезпечивши тим самим захист караванних шляхів, а також уклав торгівельну угоду з султанатом Агадес. Результатом стало перетворення Зіндера на важливий центр транссахарської торгівлі, насамперед рабами, сіллю та зброєю. Першим запровадив у Дамагарамі практику кастрації рабів, унаслідок чого поширив використання євнухів при своєму дворі та перетворив їх у важливий товар у транссахарській торгівлі. Активно підтримував правителів Мараді та Цібірі проти Абу-Бакр Атіку I, султана Сокото.
1841 року внаслідок інтриг брата Танімуна був повалений Умаром I, шеху Борну. Утім до Мараді, уже 1843 року отримав підтримку останнього, скориставшись помилками брата. Наслідком цього стало відновлення Ібрагіма на троні Дамагараму. 1846 року відбив напад Умара I, шеху Борну, що намагався посадити на трон Танімуна.
Утім Танімун не змирився, почавши повстання проти султана. Боротьба братів тривала до 1848 року, коли нарешті Ібрагім здобув перемогу. Але вже в 1850 році Танімун з новим військом удерся до султанату. У вирішальній битві Ібрагім зазнав поразки й загинув. Трон перейшов до його сина Мухаммада.